# 千丈渓
千丈渓（せんじょうけい、せんじょうだに）は島根県邑南町（旧石見町）及び江津市桜江町（旧桜江町）に位置する渓谷。国の名勝に指定されており（1932年）、また千丈渓県立自然公園に属する。

## 地理
江の川の支流、八戸川に合流する日和川が石英粗面岩を浸食して形成された。邑南町日和から江津市江尾にかけての全長5キロメートルの間に、複数の滝、深淵、岩棚が連続している。落差40メートルの白藤滝や紅葉滝、相生滝、千畳敷、魚切など24景がある。
観光遊歩道が整備されており、新緑、紅葉の季節には格別な美しさを見せる。